# Спиваков, Александр Григорьевич
Александр Григорьевич Спиваков (1918—1943) — участник Великой Отечественной войны, начальник штаба 1844-го истребительно-противотанкового полка (30-я отдельная истребительно-противотанковая артиллерийская бригада, 7-я гвардейская армия, Степной фронт), капитан. Герой Советского Союза.

## Биография
Родился 17 марта 1918 года в посёлке Жирнов, ныне посёлок городского типа Тацинского района Ростовской области, в семье крестьянина. Русский.
Образование неполное среднее. Работал лаборантом.
В Красной Армии с 1937 года. Окончил курсы младших лейтенантов в 1939 году. Член ВКП(б) с 1943 года.
На фронте в Великую Отечественную войну с августа 1941. Начальник штаба истребительно-противотанкового полка капитан Спиваков с 29 сентября по 4 октября 1943 года в районе сёл Бородаевка и Домоткань (Верхнеднепровский район Днепропетровской области Украины) на Бородаевском плацдарме организовал огневую поддержку боя стрелковых подразделений при отражении контратак противника. Было уничтожено 10 вражеских танков, 12 пулемётных точек, много солдат и офицеров противника.
Погиб в бою 4 октября 1943 года.
Похоронен в селе Радянское Кобелякского района Полтавской области.

## Награды
- Звание Героя Советского Союза присвоено 26 октября 1943 года посмертно.
- Награждён орденами Ленина и Красной Звезды, а также медалями.

## Память
- В станице Тацинский на аллее Героев Спивакову установлен бюст с мемориальной доской[2].
- Мемориальная доска в память о Спивакове установлена Российским военно-историческим обществом на здании Жирновской средней школы, где он учился.